# Magas
Magas (ruski: Магас) je grad u Rusiji, u republici Ingušetiji, na Sjevernom Kavkazu. Nalazi se na obalama rijeke Sunže.
Od konca prosinca 2002. godine je glavni grad te republike, zamijenivši Nazranj.
Grad je osnovan 1995. godine, kao predgrađe Nazranja, od kojeg se nalazi 4 km udaljen.
8 km od Magasa se nalazi željeznička postaja "Nazranj", a 30 km od Magasa se nalazi zračna luka "Magas", do koje se dolazi federalnom cestom "Kavkaz".
Povijesni grad Magas je bio utemeljen u 2. stoljeću. Nalazio se na području današnjih inguških sela Alijurta, Surhaja i Jandirke (sela istočno od Nazranja). Bio je glavni grad srednjovjekovne Alanije. 1239. godine, po nekima 1230., srušio ga je mongolski vladar Batu-kan. Grad je bio poslije obnovljen, a zatim opet razrušen za Timurlenka 1395. – 1396. godine.

## Vanjske poveznice
Službene stranice  Arhivirana inačica izvorne stranice od 4. veljače 2021. (Wayback Machine) (rus.)